# Kendall Schmidt
Kendall Francis Schmidt (Wichita, 2 novembre 1990) è un cantante, attore e ballerino statunitense.
È meglio conosciuto per aver interpretato il ruolo di Kendall Knight, uno dei protagonisti della serie Big Time Rush e membro dell'omonimo gruppo musicale.

## Biografia
Kendall Schmidt è nato a Wichita, Kansas, da Kent e Kathy Schmidt, entrambi di origini tedesche. Ha due fratelli: Kenneth (11 maggio 1987) e Kevin (16 agosto 1988).  La sua carriera d'attore ha avuto inizio nel 2001 con il film According to Spencer di Shane Edelman, mentre quella di cantante nel 2009, quando ha inciso insieme agli Heffron Drive, band fondata da lui e il suo amico Dustin Belt, il suo primo EP, “The forthcoming”. Sempre nel 2009 è divenuto protagonista di una serie televisiva per Nickelodeon, Big Time Rush, insieme a James Maslow, Logan Henderson e Carlos Pena Jr. Da quel momento in poi, i Big Time Rush hanno inciso tre album sotto contratto con la Columbia Records: B.T.R., Elevate e 24/7.  Nell'inverno 2014 i Big Time Rush hanno svolto il loro ultimo tour mondiale, al termine del quale si sono presi una pausa per dedicarsi ai propri progetti individuali. Kendall è ritornato nella sua band originaria, gli Heffron Drive. Il 9 settembre 2014 il duo ha inciso il suo primo album "Happy Mistakes", prodotto dalla casa discografica fondata da Kendall stesso, la TolBooth Records. Subito dopo è partito il loro tour nazionale con date in tutta l'America, al termine del quale è stato rilasciato un album contenente le versioni acustiche dei brani dell’album precedente, "Happy Mistakes Unplugged", uscito il 28 marzo 2015 e seguito dall'uscita immediata del video ufficiale di una delle canzoni acustiche. 
Come solista ha invece rilasciato il singolo natalizio “Blame it on the mistletoe” nel novembre del 2014. Ha inoltre collaborato con la cantante Hilary Duff nella realizzazione del brano “Night Like This”, appartenente all'album della cantante: Breathe In. Breathe Out.. Nel 2015 è apparso nel video musicale Conmigo - Rest of your life con Sofia Reyes e ha duettato con Logan Henderson nella canzone Passing Time. Kendall inoltre è stato in tour in Italia dal 22 novembre al 5 dicembre 2015 e dal 10 al 20 marzo 2016 portando con sé Logan Henderson solo in alcune tappe. 
Nel 2021, dopo 7 anni dall’inizio della pausa, i Big Time Rush si sono riuniti, pubblicando nello stesso anno un nuovo singolo, “Call It Like I See It”. Nel 2022 hanno inoltre svolto una tournée americana, il Forever Tour. 
Il 2 Giugno del 2023, la boy band ha rilasciato il suo quarto album in studio, “Another Life”, a cui è seguito un altro tour americano, il Can’t Get Enough Tour.
A novembre 2023 si è sposato con Micaela Von Turkovich e durante lo stesso mese hanno annunciato la gravidanza del loro primo figlio

## Filmografia

### Cinema
- According to Spencer, regia di Shane Edelman (2001)
- Janoskians: Untold and Untrue, regia di Brett Weiner (2015)

### Televisione
- Raising Dad - serie TV, episodio 4 (2001)
- Una mamma per amica (Gilmore Girls) - serie TV, 2 episodi (2001-2002)
- Frasier - serie TV, episodio 10x08 (2002)
- CSI: Miami - serie TV, 2 episodi (2004)
- E.R. - Medici in prima linea (ER) - serie TV, episodio 10x04 (2004)
- Phil dal futuro (Phil of the Future) - serie TV, episodio 2x06 (2005)
- Ghost Whisperer - Presenze (Ghost Whisperer) - serie TV, episodio 4x14 (2009)
- Senza traccia (Without a Trace) - serie TV, episodio 7x23 (2009)
- Big Time Rush - serie TV (2009-2013)
- How to Rock - serie TV, episodio 1x06 (2012)
- Big Time Movie, regia di Savage Steve Holland - film TV (2012)
- Hand aufs Herz - serie TV (2011)
- Marvin Marvin - serie TV, episodio 1x19 (2013)
- School of Rock - serie TV, 4 episodi (2016-2018)

### Web serie
- Poor Paul (2008-2011)
- Are You There, God? It's Me, Margot (2017)

### Doppiaggio
- I pinguini di Madagascar (The Penguins of Madagascar) - serie animata, episodio 03x29 (2015)

## Doppiatori italiani
Nelle versioni in italiano delle opere in cui ha recitato, Kendall Schmidt è stato doppiato da:
- Flavio Aquilone in Senza traccia, Big Time Rush, Big Time Movie

## Discografia

### Da Solista

#### Singoli
- 2014 – Blame It on the Mistletoe

### Con i Big Time Rush

#### Album in studio
- 2010 – B.T.R.
- 2011 – Elevate
- 2013 – 24/Seven
- 2023 - Another Life

#### Raccolte
- 2016 – Big Time Rush - The Greatest Hits

#### EP
- 2010 – Holiday Bundle
- 2012 – Big Time Movie Soundtrack

#### Singoli
- 2010 – Any Kind of Guy
- 2010 – Big Time Rush
- 2010 – Halfway There
- 2010 – Famous
- 2010 – City Is Ours
- 2010 – Worldwide
- 2011 – Boyfriend (con Snoop Dogg)
- 2011 – Til I Forget About You
- 2011 – Music Sounds Better with U (con Mann)
- 2011 – If I Ruled the World (con Iyaz)
- 2012 – Elevate
- 2012 – Windows Down
- 2013 – 24/seven
- 2013 – Confetti Falling
- 2013 – Like Nobody's Around
- 2013 – We Are
- 2021 - Call It Like I See It
- 2022 - Not Giving You Up
- 2022 - Fall
- 2022 - Honey
- 2022 - Dale Pa’Ya
- 2022 - Paralyzed
- 2023 - Can’t Get Enough
- 2023 - Waves

### Con gli Heffron Drive

#### Album in Studio
2014 - Happy Mistakes
2015 - Happy Mistakes (Unplugged)

#### EP
2017 - Slow Motion EP

#### Singoli
2014 - Parallel
2015 - Eyes on You
2016 - Rain Don't Come
2016 - Don't Let Me Go
2017 - Living Room
2017 - One Way Ticket
2018 - Mad at the World
2018 - Separate Lives
2018 - Hot Summer
2018 - Black on Black